# 日本エマソン
日本エマソン株式会社（にほんえまそん、Emerson Japan, Ltd. ）は、米国エマソン・エレクトリックの日本法人である。2023年現在、10の事業と6つのグループ会社で活動を展開。Emerson Electric Co. の完全子会社。
1961年(昭和36年12月1日)に前身であるフューサイト株式会社が設立され、1974年（昭和49年 1月 1日）に現社名「日本エマソン」に変更した。2023年8月、本社を東京都港区に移転した。

## 事業部

### エマソン・プロセス・マネジメント事業本部
プロセス制御用計装機器、システム及び産業用ソフトウェアを取り扱う事業部門である。主要製品は、分散型制御システム (DCS)、産業用ソフトウェア、温度・差圧伝送器、レーダーレベル計、タンクゲージ、質量流量計、渦流量計、超音波流量計、液体や気体分析計などである。

### ブランソン事業本部
超音波応用機器の製造・販売を行う。ブランソンの超音波溶着機、金属接合機、超音波精密洗浄機は、自動車、電気・電子部品、半導体、食品、繊維、化学、パッケージ、家電製品等々の様々な分野にて使用。

### プロフェッショナルツール事業部 (リッジ事業部)
リッジ事業部は、米国エマソングループのオハイオ州エリリアに本社を置くリッジツールの日本法人である。RIDGIDブランドの配管用専門工具、機械などの販売を行う。「RIDGID」ブランド製品は、品質、耐久性、性能面で高い評価を得ている。近年は、従来の配管工具だけでなく、管内検査機や産業用内視鏡、地中線の埋設管探知機など、非破壊検査機器分野にも進出している。

### 日本フイツシヤ株式会社
日本フイツシヤは、世界最大のコントロールバルブ・レギュレータのメーカーであるフイツシヤ・コントロールズグループの日本法人です。1969年に株式会社守谷商会との合弁会社として設立。電力、石油精製、石油化学といった各種プラントにおける様々な流体の流量や圧力などを調整・制御する機器として使用されるコントロールバルブ、レギュレータ、そしてこれらの間の通信を行うHARTやフィールドバス等の各種プロセス制御機器を、国内外に提供している。

### 日本アスコ株式会社
日本アスコは、1888年にアメリカで創業した電磁弁のパイオニアであるASCO グループの日本法人。日本国内に生産拠点、品証管理体制を持ち、電磁弁を製造販売している。ASCOの電磁弁は、原子力発電所や化学プラント、医療分野をはじめ、幅広い分野で活用されている。2016年にはTopWorxブランド（近接型スイッチ/センサ）がASCOグループの一員になり、IIoT（産業用IoT）に活用されるセンサ技術を持つ。

### エマソンバルブアンドコントロール株式会社
世界でも有数の流体制御機器のメーカー・サプライヤー。アクチュエータ、ボールバルブ、バタフライバルブ、その他流体制御製品を提供、石油化学、一般化学、オイル＆ガス、電力、鉱業、食品・飲料、建築・建設など幅広い業界で使用されている。

### 日本NI株式会社(ナショナルインスツルメンツ)
2023年にエマソングループに加わり、テスト＆メジャメント事業グループとなる。本社は東京都港区にあり、法人としては独立している。自動テスト制御機器やLabVIEWのプログラミング言語をはじめ工業用オートメーション関連の製品、技術、サービスを提供している。

### エマソン・クライメイト・テクノロジーズ事業部 (現 コープランドジャパン合同会社）
世界最大のスクロールコンプレッサーの専門メーカーであるコープランドを軸に、冷凍空調用冷媒制御機器全般を扱うフローコントロールズ、温度調節器を含めた機器管理からインターネットを介して複数店舗の遠隔監視まで可能にするディクセルを擁する。特にコープランドは、世界各地の23生産拠点にて1,000万台余のコンプレッサーを生産。

### サーモディスク事業部 (現 日本サーモディスク株式会社)
サーミスタプローブ、温度ヒューズ、バイメタルディスク・サーモスタット、非復帰型温度スイッチ、可燃ガスセンサーの輸入、販売を行う。

### フューサイト事業部 (現 日本サーモディスク株式会社)
独自のガラス配合によるガラスと金属のハーメチックシールメーカー。特に、主力製品の冷機用気密端子は全世界において高いマーケットシェア確保。また、独自のガラスと金属の封止技術によるサイトグラスも提供。近年ではハイブリッド車用コンプレッサー端子、エコキュート用コンプレッサー端子、プロセスプラントで利用されている伝送器用フィードスルーなど冷凍空調業界以外の新しい分野にも進出。

### アップルトン
防爆製品の製造販売メーカーであるAppleton、O-Z/Gedney、Nelson、ATXなどのブランドを扱う。世界中のプラントにIECおよびNEC規格の耐圧防爆・安全増防爆構造器具、及び照明器具、コンセント、プラグ、制御盤、スイッチ等の防爆製品、およびUL電線管付属品を提供。尚、エマソンはEGS Electricalグループ内のSPX社が少数株主として保有していた株式44.5％を取得し、100％の所有権を取得したことにより、Appleton Groupと名称を変更。それに伴い、日本においてもアップルトンと名称が変更された。日本国内の事業においては、日野システック株式会社 (https://www.hino-systech.com/jp/index.html) が代理店となっている。。

### ベックマン・インダストリアルプロセス機器事業部

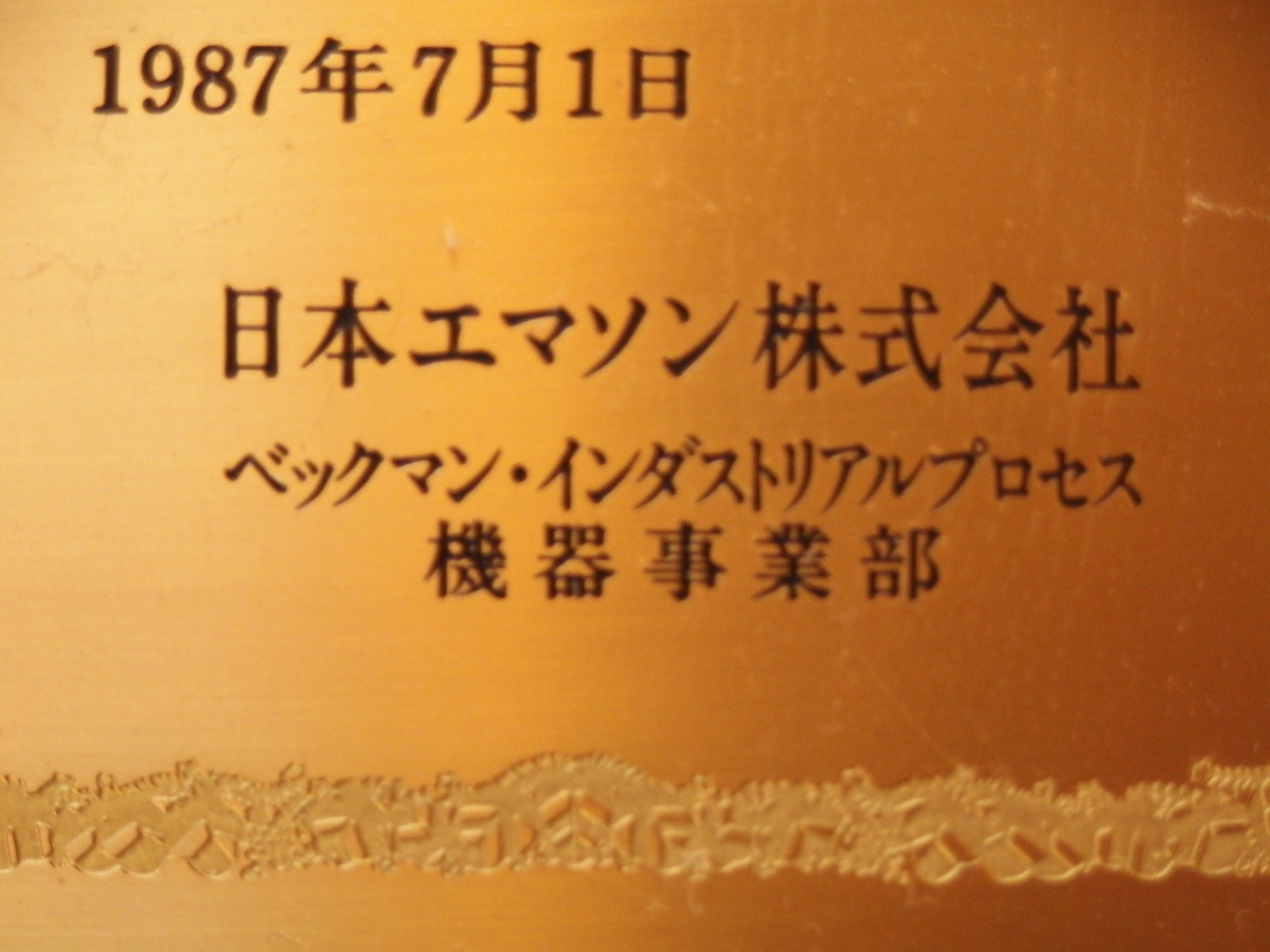

米国のBeckman Instruments（現在はBeckman Coulter）のプロセス計装機器を取り扱う事業部門である。主要製品は、赤外線CO2ガス分析計（産業用dual beam 式CO2センサー）、磁気式酸素濃度計、電解水分計、水素炎イオン化検出法（FID 法）の全炭化水素（THC）分析計、 PHメーターといった計測機器である。1980年代に設立した（東京都新宿区花園町）。1990年代に大倉ローズマウントに事業継承に伴い解消した。東洋エンジニアリング、千代田化工建設、旭硝子エンジニアリング（現在のAGCエンジニアリング）などプラントメーカーに石油化学プラントに計測装置を販売契約していた企業である。日本国内の事業においては、電力中央研究所や三重県野菜茶業研究所などエチレンガス分析装置、シャープなど多層構造のプリント基板メーカーにPHメーターを販売した。